# Гетьман, Александра Павловна
Александра Павловна Гетьман (7 мая 1915, Красное — 25 ноября 2002, Перово) — советский хозяйственный, государственный и политический деятель, Герой Социалистического Труда.

## Биография
Родилась в 1915 году в селе Красное. Член КПСС.
С 1932 года — на хозяйственной, общественной и политической работе. Колхозница в Киевской области, жительница оккупированных территорий. После войны по программе переселения переезжает в Крым, птичница совхоза «Южный» в селе Бадана (ныне Перово), бригадир птицеводческой бригады совхоза «Южный» Симферопольского района Крымской области Украинской ССР. В 1960 году награждена орденом Ленина. Внутри своего предприятия постоянно соревновалась с другой птичницей В. В. Козиной, также Героем Социалистического Труда.
Указом Президиума Верховного Совета СССР от 1 июня 1963 года присвоено звание Героя Социалистического Труда с вручением ордена Ленина и золотой медали «Серп и Молот».
Делегат XXII и XXIII съездов КПСС.
Умерла в селе Перово Симферопольского района в 2002 году.